# Bodianus vulpinus
Bodianus vulpinus (Richardson, 1850) è un pesce di acqua salata appartenente alla famiglia Labridae.

## Distribuzione e habitat
Proviene dalle barriere coralline dell'oceano Indiano orientale; è stato localizzato nell'ovest dell'Australia. Si suppone viva anche alle Hawaii, dall'Isola di Pasqua e dalle Isole Ryukyu, ma a causa della somiglianza con il congenere B. unimaculatus il suo areale è abbastanza difficile da determinare precisamente. Nuota nelle zone ricche di coralli, sia con fondo roccioso che, più frequentemente, sabbioso, di solito a profondità comprese tra 100 e 250 m.

## Descrizione
Il suo corpo è compresso lateralmente, mediamente alto ma non particolarmente allungato, con il profilo della testa decisamente appuntito. La pinna dorsale e la pinna anale non sono particolarmente basse, ma la prima è più lunga e presenta un ocello nero. Non supera i 43,5 cm. La pinna caudale non è biforcuta, ma nei maschi adulti può presentare i raggi esterni più allungati.
I giovani sono rosati con le pinne dello stesso colore del corpo ma pallide e diverse macchie marroni lungo il corpo, mentre negli adulti, che hanno una colorazione più intensa, le macchie scure non sono presenti. Al termine della pinna dorsale può esserci un'area più chiara.

## Biologia

### Alimentazione
Si nutre di varie specie di invertebrati marini.

### Riproduzione
È oviparo e la fecondazione è esterna; non ci sono cure nei confronti delle uova.

## Conservazione
Questa specie non è minacciata da particolari pericoli nonostante l'areale apparentemente limitato, e infatti viene classificata come "a rischio minimo" (LC) dalla lista rossa IUCN.